# Главан (област Стара Загора)
 За За другото българско село с име Главан вижте Главан (област Силистра).  
Главан е село в Южна България. То се намира в община Гълъбово, област Стара Загора.

## География
Село Главан е разположено в подножието на северозападните склонове на планината Сакар. Непосредствено над селото минава пътят Харманли – Тополовград, като на разклон „Голямата звезда“ прави връзка с няколко второкласни и третокласни пътища с локално значение. През селото минава шосето Харманли – Гълъбово.
Южно от селото се намира местността „Еньов камък“, сгушена в самите поли на Сакар. Носи името си от един млад овчар на име Еньо, който пасял често овцете си в тази местност. Наблизо имало имот на един турчин, който имал красива дъщеря. Еньо харесал дъщеря му и постоянно свирел с кавала си близо до къщата. Турчинът се ядосал и застрелял Еньо на един от многото огромни камъни, с които е осеяна местността. Оттогава тя се нарича „Еньов камък“, а най-големият камък там носи същото име.
На около 200 м на север след местността „Еньов камък“ е местността „Боаза“, в която днес има няколко хижи, построени с финансовата помощ на „Марица Изток“ в края на 70-те години на ХХ век. От хижите движейки се в южна посока се намира местността „Градището“. Днес тази местност е потънала в пущинак и само след по-внимателен оглед могат да бъдат открити основите на стените от издигащата се някога крепост „Балзена“. След нея в южна посока се намира местността „Кара Бенлий“. От ляво на нея е шосето за „Голямата звезда“ – важен кръстопът, на който се пресичат пътищата за Тополовград, Свиленград, Харманли, Любимец и Стара Загора. Вдясно от пътя по посока „Голямата звезда“, в самото сърце на местността „Кара Банлий“ се намира „Котьовата чешма“. За нея води черен път, който на места е силно пропаднал и преходът през него може да се осъществи само чрез превозно средство с голяма проходимост. Самата чешма е ремонтирана няколко пъти. Създателят ѝ е бил от рода Котеви, който се е изнесъл от Главан по време на Руско-турската война от 1828 – 1829 година. През месец март 1993 г. по време на ремонта на резеровара на чешмата са открити над 120 пепелянки, които са зимували около тръбите. Поради проявена излишна вандалщина всички змии са избити от работниците. На около 500 м след местността „Кара Бенлий“ в южна посока се стига до местността „Кольовия гроб“. Самото място представлява хълмист терен, покрит с меше и храсти. През 1923 г. на това място е убит главанец на име Кольо, който е носил голямо количество пари със себе си. Убийците му са хора от съседното село Българска поляна, криминално проявени, с които Кольо е имал конфликт. Според преданието главанецът е бил насечен на парчета и оставен непогребан.
От „Боаза“ на изток, пресичайки шосето за „Голямата звезда“ се намира местността „Чамурлий“, носеща името си в чест на преминаващата в близост малка река Чамурлийка, която вече е пресъхваща. Веднага след хижите по шосето от ляво има черен път, който води към „Митковото кладенче“ – малка чешма, която има постоянно питейна вода. Ако човек тръгне обратно по пътя, следвайки посока североизток, ще стигне до няколко тютюневи ниви и малка река. По-надолу на около 450 метра се стига до местността „Кадънено кладенче“ – малък кладенец, построен още по време на турското иго. На 300 м след него се намират обори. Югоизточно от тях започва местността „Циганското гробище“ (някога на това място циганите от селото са погребвали своите мъртви). От над 100 години мястото не се ползва като гробище. Старото такова отдавна е заличено и сега за него напомня само един самотен хълм. От местността „Циганското гробище“ в посока северозапад се намира местността „Касапското гробище“. Някога на това място са били избити голям брой хора и населението му е дало това име. Поради това местните са избягвали да минават в близост до него. Предполага се, че избитите са или по време на кърджалийските набези, или по време на турските погроми над цивилното население след руско-турските войни. Северно от „Касапските гробища“ се намира местността „Терзиеви корийки“ (Терзиеви горички).
Западно от местността „Боаза“ има редки горски площи, след които започват лозя и ниви с различни насаждения. Движейки се в същата посока човек попада в местността „Керпе кория“, която представлява полегат склон, залесен с редки гори. В близост до черния път за село Браница се намира „Дядово Кръстевото кладенче“ – малък кладенец, чиято вода се използва за напояване, но не става за пиене. На върха на полегатия склон отдясно започва местността „Читашки юрт“, а вляво от нея в посока югозапад е местността „Хайджак“. Ако се тръгне по единия от черните пътища, който започва от шосето за село Помощник и минава през местността „Читашки юрт“, човек може да премине през местността „Памукови корийки“ и оттам да навлезне в „Хайджак“. На около 2,5 км след разклона от шосето по черния път се стига до местността „Гирен тарла“, която е последната местност в тази посока в землището на Главан. Тя граничи със землищата на селата Черепово, Помощник и Браница. На границата между местностите „Гирен тарла“ и „Хайджак“ е местността „Каишевия камък“. Това е един монолитен каменен блок от отдавна изстинали магмени скали. Подобни огромни камъни има много в землището на Главан и околните села. Северозападно от „Читашки юрт“ е местността „Листниците“. Тя се пада на около 150 м вдясно от шосето за Помощник, веднага след изкачване на „Байряка“, най-високата точка на полегатия склон на местността „Керпе кория“. В „Листниците“ са разположени няколко сгради, предназначени за обори и малък язовир, използван за напояване. Някои от младежите на селото го използват и за къпане, но водата не е чиста. По пътя от „Байряка“ до язовира на „Листниците“ има чешма, която тече постоянно и предлага хубава питейна вода. Чешмата е строена в средата на 80-те години на ХХ век. Покрай язовира минава черен път, който лъкатуши в местността „Дядо Кольовия башчак“ и навлиза в областта „Могилите“. В тази местност селяните са открили многобройни старинни предмети от ранното Средновековие и късната античност: монети, сечива, битови съдове и др. Това предполага, че някога в тази местност е кипял живот. Отляво на местността „Могилите“ е местността „Стойовите келемета“. От дясно на „Могилите“ пътят се разклонява. Единият води до останките на няколко обора, които след 1990 г. са разграбени и разрушени. Другият продължава към местността „Стойовите корийки“. Вдясно от тях е местността „Бойчовият гроб“. През 1944 г. на това място тогавашните власти от Харманли са убили местен комунист Бойчо, който бил погребан там. На около 450 – 500 м в западна посока е местността „Ганкиния гроб“. През 1955 г. на това място светкавица убива местна девойка на име Ганка, докато работи на полето. От „Стойовите корийки“ в югозападна посока се стига до язовира носещ името „Чиртуковия гроб“. Там има малък паметник на загинал човек. Паметникът е вече във водата на язовира и се вижда само когато пресъхва. На запад от язовира започва местността „Кумлии“, която граничи със землищата на селата Помощник и Тянево. От местността „Стойови корийки“ в посока северозапад се стига до местността „Дюс тарла“. Тази местност вече е засипана от багерите на „Рудник-Трояново 3“. Преди „Дюс тарла“ е местността „Дядо Желязковия кладенец“, а северозападно от него са се намирали изчезналите вече местности „Йос кория“, „Касъм дере“, „Видното дърво“. Допреди да бъдат засипани от багерите на „Рудник-Трояново 3“ в тези местности е имало бостани, слънчогледови ниви и други засети площи. Преди „Йос кория“ се е намирал също засипаният вече язовир „Чернилката“. „Видното дърво“ главанци свързат с един голям стар дъб, който е бил толкова голям, че се е виждал от селото, откъдето идва и името на местността.
Източно от местността „Листниците“ се намира местността „Бокулювите корийки“, а отвъд тях в посока север и запад започват лозя, чеири, царевични ниви, бостани. По-надолу има черен път, който лъкатуши из тези лозя и ниви, преминава през „Дюшюневите лозя“, „Ралчовото лозе“, заобикаля на около 200 м „Лозянския язовир“, минава покрай „Джурджевите каръчи“, покрай "„Дилевия кладенец“, изкачва се нагоре и минава под далекопроводите за високо напрежение от ТЕЦ-3. Оттук пътят се разклонява на север и води до местността „Листниците“, откъдето се включва към пътя за „Стойовите корийки“. Другият път продължава напред покрай „Мундаревите саи“, „Новаковия кладенец“ и навлиза в местността „Балджи бунар“. До 1990 г. тази местност представлява обширни овощни градини, но след този период, дърветата изсъхват поради липса на грижи. От „Балджи бунар“ пътят води до местността „Комплекса“, която вече не съществува, тъй като също е засипана. Допреди да бъде засипана тази местност в нея е имало голям хангар за складиране на бали от пожънатите ниви, няколко обора и други стопански сгради. Североизточно от „Комлекса“ е местността „Седемте каръча“, която също е засипана.

## История
Село Главан има древна история. За селото се споменава в османски данъчни регистри от 14 – 15 век. В близост до него се е намирал кръстопътят на древните пътища Виа Диагоналис и Виа Милитарис, като за тяхната охрана са били построени 2 стражеви крепости, по-запазената от които е Балзена или Валзина, както е спомената в Сюлейманкьойския надпис на Хан Омуртаг за 30-годишния мир. Там тя е описана като гранична крепост между България и Византия.
Тази крепост отстои на 3 – 4 км от стария римски военен път. „Балзена“ е била с двойни стени, дебели около три метра. От изток на запад стените са тройни с кули и бойници. По времето, когато селяните започнали да строят къщи от камък, стените на крепостта били постепенно разрушавани за набавяне с камъни. Към 1920 и през 1992 г. археологически екип от София установява, че стените на крепостта се издигат на височина към три метра. През Средновековието крепостта е имала ключово значение и покрай нея възникват няколко малки селища. Едно от тях се е намирало на територията на днешните местности: „Бекчийницата“ и „Трацов Кладенец“. Двете местности се намират на около километър западно от селото. Останки от древни селища са открити в местностите „Циганското дърво“, „Читашки юрт“, „Могилите“, „Чешката река“.
В близост до селото са открити останки от тракийски град, наречен „Гласин“, впоследствие и „Главин“, от където произлиза и името на селото. Към 16 век в източния край на селото, на около 2 км югоизточно от гробищата на Войводово възниква селище, което в турските регистри фигурира под името „Узалан“. По много спомени на стари хора и по предания от техни прароднини селото е било тормозено често от турците.
В западния край на днешното село са съществували през различен период от време две селища. Едното от тях се е намирало в днешната местност „Лозята“, а другото в местността „Читашки юрт“. Ако може да се съди по името на втората местност селището там е било населено с помаци или турци.
Според една легенда един пастир загубил стадо биволици в гората, и след като ги търсил цял ден ги открил в един гъсталак, около който имало голям извор. На това място днес е сградата на съвета и местната църква. Селянинът показал мястото на съселяните си и скоро много хора започнали да се преселват около извора, изсичайки гъстите гори. Това е станало някъде в началото на 18 век.
Първите по-сериозни сведения за Главан, като село на това място, идват през 1805 г. На 11.07.1805 г. за свещеник на селото е ръкоположен Стефан Керанов. Съдейки по това, че тогава свещеник се е назначавал само в големите села, може да се предположи, че населението на селото първо е било многобройно и второ е било в преобладаващата си част християнско.
През 1812 г. селото наброява 3916 жители и едно от най-големите селища в целия тогавашен район. Още повече че по това време почти всички селища в Тракия, Сакар и Странджа са били подложени на пълно разорение от кърджалийските банди. Оттогава са започнали и първите преселения на главанци към Северна България и Русия.
Втората голяма преселническа вълна е през 1829 – 1830 г., след поредната Руско-турска война, когато от селото се изселват над 100 семейства. Най-много главанци са се приселили в дн. Акерманска околия и в село Задунаевка, където има все още наследници от родовете Стрезеви, Маврови, Рабаджи, Проданови, Чавдарови, Тутови, Димитрови, Керанови, Петрови, Пехливанови, Чолакови, Бошнакови, Балабанови, Стамови, Коджамерови, Кряскови, Парушеви, Новакови, Капови (от този род всички които са отишли в Русия са били сираци), Гроздеви, Парзулови, Дундеви, Кайтуклю, Аврамоглу.
Освен в Бесарабия в същия период на преселническа вълна има сведения за преселили се главенчани в североизточното българско село Имрихор (дн.Велино, община Шумен).
От преселилите се главенчани в Имрихор са произлезли 4 местни рода и потомък на един от тях е родът на Марко Велчевите.
През 1839 г. в околността възниква чумна епидемия и много хора умират за кратко време. Изселват се още около 100 семейства.
През 1860 г. по смисъла на разпоредбите и клаузите на мирния договор след Кримската война много българи са изселвани в Украйна, на място на изселваните оттам кримски татари. От Главан в Таврия са изселени 60 семейства. Поради носталгията към България и родния край много главанци не издържат и се връщат в България като се установяват в Добруджа. Много от тях основават или се заселват в следните села:
Владимирово, Главан, Коларци, Каменци, Бдинци, Красен дол, Пет могили, Вратарите, Никола Козлево, Попрусаново, Поручик Гешаново, Сърнец, Тервел, Ангеларий, Вълнари, Подслон, Каолиново, Алфатар. Днес в София живеят 86 семейства от Главан. По изчисления на местни краеведи в България и Украйна живеят около 15 000 души, имащи корен от днешното село Главан.
Напълно изчезнали от селото са родовете:
Балабанови, Каишеви, Каракашеви, Чукарови, Грухтеви, Сарсекови, Гадинкови, Котеви, Черничеви, Баллеви, Надоллиеви, Червенкови, Маврови, Омалови, Янгънови, Чикъкови, Камберови, Фетаджиеви, Гюрлюкови, Керанови, Караиванци, Граматикови-ушоулу, Попнейкови, Попмихови, Тончеви, Панчоови, Сархошеви, Данаилови, Борделята, Шавови, Фъшерови, Трашикови, Джамбазови, Бокулеви, Яназлъците, Карабюзюците, Физеви, Бобови, Томболдоците, Трацови, Авджиеви, Кирьо-иванови, Гюзелеви, Деливълчеви и много други.
По време на Националноосвободителните борби главанци са били дейни и инициативни защитници на българския дух. Известно е, че през 1870 г. в дома на днешните Стоилови е отседнал и Васил Левски, който е създал местен комитет в селото.
По време на османската власт, селото се е наричало Ямуклари (от Ямук-глава).
На 27.10.1877 г., турците събират 44 мъже, елитът на село Главан. 41 от тях са обесени на крайпътния хан (Араб-ходжовия хан), на входа на Свиленград, 3-ма успяват да избягат. По пътя към Свиленград, на около 3 км от селото, преди „Голямата звезда“, при опит за бягство е съсечен от турците Новак Радев, съратник на В. Левски, един от будните хора в селото. През 2008 г., потомците на Н. Радев от рода Пехливанови поставят на мястото паметна плоча. На името на Новак Радев е наречен Новаковият кладенец, близо до пътя за с. Помощник, след отбивката за лозята на селото.
По време на османската власт жителите на село Главан на три пъти емигрират към Бесарабия, съответно в 1806, 1815 и 1829 г. Въпреки това селото се запазва и в края на XIX век наброява около 2200 жители и 800 къщи. Известна част от емигриралите се разселват из Добруджа – с. Владимирово, с. Караманите, с. Главан, гр. Тервел, Добрич, Варненско и др.
След Руско-турската война (1828 – 1829 г.) 800 главански семейства, начело със свещеника Михаил Стефанов Киранов, тръгват с оттеглящите се руски войски. Пътят е дълъг и тежък. Много умират. Част от главанци остават в Северна България, където основават свое село Главан – днешното село Главан (област Силистра). 167 семейства достигат до Бесарабия, където изграждат трето село Главан. Бесарабските главанци пазят езика си, както и своите обичаи. Има и семейства, които са се завърнали от Бесарабия в България. Поради това че тръгнали след като ожънали, зимата ги заварила в Добруджа. Те там и останали. Живеят в селата Гешаново, Владимирово и др. Най-голям инат (най-характерното качество за главанците) проявили тези, които влезли най-навътре, а по-точно заселилите се в село Гешаново, с. Подслон, род Кралеви (Крали Кралев, род. 1896 г. в с. Главан, община Добрич).
При избухването на Балканската война в 1912 година един човек от Главан е доброволец в Македоно-одринското опълчение.

## Религии
Населението е изцяло православно. Единствената църква в селото е „Св. Архангел Михаил“, изградена в началото на 19 век. В нея са запазени стенописи и книги от около 1830 – 1840 година.

## Обществени институции
Училище „Христо Ботев“ в селото е създадено през 1839 г. Създадено като килийно, впоследствие след Освобождението става основно – до 4 клас. През 1921 г. училището става прогимназиално, с назначен през същата година първи учител Георги Проданов (Дюшюнев) – Даскала, по чиято идея училището е именувано на Христо Ботев. Училището е основно, до 8 клас, закрито от МОН през 2008 г.
В селото функционира читалище „Г. С. Раковски“.

## Културни и природни забележителности
В парка в центъра на селото е издигнат монументален паметник с височина около 7 метра на обесените през 1877 г. от турците 41 жители на Главан. Сред забележителностите на селото е и църквата „Св. Архангел Михаил“, както и паметниците на загиналите главанци във войните 1912 – 1913 и 1914 – 1918 г.
Легендата с петлите: – съседно село е разграбено от кърджалии и населението му го напуска. Турските бирници идват да събират данъци и решават да ги съберат от най-близкото село, от където чуят да пеят петли. Главанският чорбаджия Колаклията е техен водач и успява да предупреди съселяните си и те скриват своите петли. Данъкът е платен от жителите на съседното село Владимирово, което впоследствие присъединява и землището на опустошеното село.

## Редовни събития
Съборът на селото се провежда всяка година в последната събота и неделя на октомври.

## Личности

### Родени
- Тодор Кавалджиев – вицепрезидент на Република България (1997 – 2002);
- Димо Дичев – бивш министър и шеф на Съюза на антифашистките борци;
- Иван Минчев – народен представител в V велико народно събрание и в XV обикновено народно събрание, от „Народна партия“ на Буров;
- Проф. Йовчо Кабзев – български специалист в пивоварната промишленост[6].
- Ангел Бонев – стопански деятел на Хасковска област
- д-р Георги Проданов - политолог, преподавател в Нов български университет.

### Произхождат
- Мила Керанова – съпруга на Гео Милев. Според старите хроники най-далечният ѝ прадядо Протасий е известен с това, че е живял 150 години. Бил свещеник и завещал на синовете си винаги първородният син да става свещеник, за да се запази българският род и език. Свещеник Михаил Стефанов Киранов и Георги Граматик (от рода Ушеви или Ушоолу) са водачи на главанците – бежанци в Бесарабия, Украйна, които създават там село със същото име. Синът на Михаил Киранов – Виктор Михайлович Киранов също е свещеник, разстрелян от съветските служби, новомъченик на гр. Бердянск, Украйна[7].
- По майчин род от Главан е и Денислав Кехайов – народен певец, наричат го „академичният глас на Тракия“, „Павароти на българската народна музика“.[8]
- Родът на Анна Стрезева, органистка от Кишинев, Молдова [9] също от с. Главан. Род с такова име още съществува в селото.
- Потомък на бежанци от село Главан е и писателят Ивайло Петров, роден в с. Бдинци, Добричко.
- Според бившия кмет на селото Добри Янев, родът на футболиста Наско Сираков също е от с. Главан. Бащата на Н. Сираков, също известен спортист, Петко Сираков е извънбрачно дете на дъщерята на местния свещеник, която го ражда в гр. Харманли. Впоследствие детето е дадено в детски дом и отгледано в гр. Вълчи дол.
- Ангел Бонев – стопански деятел, директор на предприятия, зам. областен управител на обл. Хасково.

## Други
Най-възрастният жител на село Главан е Желязко Русев Проданов, роден на 19 март 1908 и починал на 17 август 2011 на 103-годишна възраст.
Жители на селото, мобилизирани в състава на българската армия и убити по време на Балканската война (1912 – 1913 г.) и Междусъюзническата война (1913 г.):
1. Михаил Станков Атанасов, редник, загинал на 10.12.1912 г. в района на село Еникьой, Одринско.
2. Нягол Петков Еркечев, редник от състава на 61-ви пехотен полк, убит на 12.07.1913 г. до село Раданя, Щипско, дн. Северна Македония.
3. Радко Георгиев Шенков, редник от състава на 30-и пехотен полк, загинал на 30.05.1913 г. до село Раданя, Щипско, дн. Северна Македония.
4. Стоян Стайков Вънев, редник от състава на 61-ви пехотен полк, загинал на 16.05.1913 г. в района на гр. Щип, дн. Северна Македония.
5. Христо Панайотов Физев, редник от състава на 30-и пехотен полк, загинал на 14.06.1913 г. до село Раданя, Щипско, дн. Северна Македония.
6. Юрдан Стоянов, редник от състава на 30-и пехотен полк, загинал на 26.03.1913 г. в района на Лозенград.
7. Янко Димитров Бозуков, редник от състава на 30-и пехотен полк, загинал на 18.06.1913 г. в района на село Раданя, Щипско, Северна Македония.
8. Янко Добрев Янев, редник от състава на 61-ви пехотен полк, загинал на 30.05.1913 г. в района на гр. Щип.
9. Иван Кралев Кукоманов, кандидат-подофицер от състава на 3-ти артилерийски полк, загинал на 17.05.1913 г. в района на Демир Хисар, Северна Македония.
10. Иван Кралев Желязков, кандидат-подофицер от състава на 11-и артилерийски полк, загинал на 02.07.1913 г. в района на Неврокоп (дн. град Гоце Делчев).
11. Иван Стоянов Вълков, редник от състава на 30-и пехотен полк, загинал на 13.03.1913 г. в района на Памук Сартъ, Одринско.
12. Кольо Михалев Карагеоргиев, редник от състава на 30-и пехотен полк, загинал на 28.06.1913 г. в района на село Раданя, Щипско, Северна Македония.
13. Мино Георгиев Коев, редник от състава на 61-ви пехотен полк, загинал на 12.03.1913 г. в района на Памук дере, Одринско.
14. Михал Георгиев Джартов, редник от състава на 61-ви пехотен полк, загинал на 20.06.1913 г. в района на гр. Щип.
15. Михал Георгиев, редник от състава на 61-ви пехотен полк, загинал на 20.05.1913 г. в района на гр. Щип.
16. Димо Михалев Георгиев, редник от състава на 30-и пехотен полк, загинал на 12.03.1913 г. при село Карасаклъ/Карасакли, Одринско.
17. Добри Дичев Боруджиев, редник от състава на 30-и пехотен полк, загинал на 20.11.1912 г. при село Йеджекьой, Одринско.
18. Добри Попов Иванов, редник от състава на 30-и пехотен полк, загинал на 30.05.1913 г. в района на село Раданя.
19. Жельо Минков Памуков, кандидат-подофицер от състава на 2-ра батарея на 8-и артилерийски полк, загинал на 09.02.1913 г. в боя за Кочани, дн. Северна Македония.
20. Иван Златев Тутов, редник от състава на 30-и пехотен полк, загинал на 12.03.1913 г. при село Памук Сартъ, Одринско.
21. Грозьо Георгиев Кафазов, редник от състава на 30-и пехотен полк, загинал на 6 януари 1913 г. в района на село Раданя.
22. Димитър Господинов Физев, фелдфебел от състава на 30-и пехотен полк, загинал на 03.06.1913 г. в района на село Раданя.
23. Димитър Дичев Денков, редник от състава на 8-а дружина, загинал на 03.12.1912 г. в района на Ортакьой, дн. гр. Ивайловград.
24. Вълчо Иванов Николов, редник от състава на 30-и пехотен полк, загинал на 12.03.1913 г. в района на Памук дере, Одринско.
25. Ганьо Русев Чавдаров, кандидат-ефрейтор от състава на 30-и пехотен полк, загинал на 27.11.1912 г. в района на село Карасаклъ, Одринско.
26. Георги Вълканов Георгиев, редник от състава на 30-и пехотен полк, загинал на 06.04.1913 г. в района на село Раданя.
27. Георги Стойчев Минов, редник от състава на 30-и пехотен полк, загинал на 20.03.1913 г. в района на Димотика, Одринско.
28. Грозьо Ангелов Кафазов, редник от състава на 61-ви пехотен полк, загинал на 06.07.1913 г. в района на Царево село, дн. Северна Македония.
29. Господин Колев Гьоргов, редник от състава на 30-и пехотен полк, загинал на 07.11.1912 г. в района на Одрин.
30. Георги Дичев, редник от състава 61-ви пехотен полк, загинал на 01.05.1913 г. в района на гр. Щип.
31. Димитър Дончев Пеев, редник от състава на 30-и пехотен полк, загинал на 01.12.1912 г. при село Йеджекьой, Одринско.
32. Димо Тянков, редник от състава на 61-ви пехотен полк, загинал на 13.03.1913 г. в района на село Мараш, Одринско.
33. Леско Михайлов, редник от състава на 30-и пехотен полк, загинал на 03.05.1913 г. в района на Щип, дн. Северна Македония.
34. Господин Желев Праков, редник от състава на 30-и пехотен полк, починал от раните си на 06.09.1913 г. в село Главан.
35. Господин Проданов Дьонев, загинал при щурма на Одрин.
36. Тодор Ганчев Мишев, загинал при щурма на Одрин.
37. Стоян Саваков, загинал при щурма на Одрин.
38. Денко Фъшеров
39. Димитър Дапков
40. Желязко Михалев
41. Иван Джурджев
42. Илчо Русев
43. Кольо Караджов
44. Кольо Иванов Николов
45. Стоян Минков
46. Стоян Джартов
47. Йордан Джартов[10]